# James Silas
James Edward Silas (Tallulah, 11 febbraio 1949) è un ex cestista statunitense, professionista nella ABA e nella NBA.
È padre del cestista Xavier Silas.

## Carriera
Venne selezionato dagli Houston Rockets al quinto giro del Draft NBA 1972 (70ª scelta assoluta).
Soprannominato "Captain Late" per la sua abilità nel gestire l'azione e il cronometro nei momenti finali delle partite con giocate decisive per la vittoria, 
Dopo essersi infortunato nei ABA Playoffs 1976 in gara 1 contro i New York Nets, pochi mesi dopo durante la sua prima preseason NBA contro i Kansas City Kings si infortuno' gravemente al ginocchio sinistro, e a causa di questo disputerà solo 59 partite nelle due stagioni successive; non tornando più a giocare allo stesso livello degli anni precedenti.
Il 28 Febbraio 1984 la sua maglia numero 13 è stata ritirata dai San Antonio Spurs: la prima nella storia della franchigia.

## Statistiche
| * | Primo nella lega |
| * | Record           |

### ABA-NBA

#### Regular Season
| Anno            | Squadra                 | PG  | PT | MP   | TC%  | 3P% | TL%  | RP  | AP  | PRP | SP  | PP   |
| --------------- | ----------------------- | --- | -- | ---- | ---- | --- | ---- | --- | --- | --- | --- | ---- |
| 1972-1973       | Dallas Chaparrals (ABA) | 78  |    | 31,0 | 50,2 | 0,0 | 83,3 | 4,3 | 3,1 |     |     | 13,7 |
| 1973-1974       | San Antonio Spurs (ABA) | 84  |    | 36,9 | 47,8 | 0,0 | 83,1 | 4,1 | 3,8 | 1,1 | 0,1 | 15,7 |
| 1974-1975       | San Antonio Spurs       | 82  |    | 37,9 | 50,9 | 0,0 | 88,5 | 3,8 | 4,9 | 1,4 | 0,2 | 19,3 |
| 1975-1976       | San Antonio Spurs (ABA) | 84  |    | 37,0 | 51,9 | 0,0 | 87,2 | 4,0 | 5,4 | 1,8 | 0,3 | 23,8 |
| 1976-1977       | San Antonio Spurs (NBA) | 22  |    | 16,2 | 43,0 |     | 81,3 | 1,5 | 2,3 | 0,6 | 0,1 | 9,5  |
| 1977-1978       | San Antonio Spurs       | 37  |    | 8,4  | 44,3 |     | 82,2 | 0,6 | 1,0 | 0,3 | 0,0 | 3,9  |
| 1978-1979       | San Antonio Spurs       | 79  |    | 27,5 | 50,5 |     | 83,1 | 2,3 | 3,5 | 1,0 | 0,3 | 16,0 |
| 1979-1980       | San Antonio Spurs       | 77  |    | 29,8 | 51,4 | 0,0 | 88,7 | 2,2 | 4,5 | 0,8 | 0,2 | 17,7 |
| 1980-1981       | San Antonio Spurs       | 75  |    | 27,4 | 47,7 | 0,0 | 85,0 | 3,1 | 3,8 | 0,7 | 0,2 | 17,7 |
| 1981-1982       | Cleveland Cavaliers     | 67  | 34 | 21,6 | 43,8 | 0,0 | 86,0 | 1,6 | 3,3 | 0,6 | 0,1 | 11,2 |
| Carriera ABA    | Carriera ABA            | 328 |    | 35,8 | 50,4 | 0,0 | 85,7 | 4,0 | 4,3 | 1,4 | 0,2 | 18,2 |
| Carriera NBA    | Carriera NBA            | 357 |    | 24,2 | 48,5 |     | 85,2 | 2,1 | 3,4 | 0,7 | 0,2 | 14,2 |
| Carriera Totale | Carriera Totale         | 685 |    | 29,7 | 49,5 |     | 85,5 | 3,0 | 3,8 | 1,0 | 0,2 | 16,1 |

#### Massimi in carriera
Regular Season
- Massimo di punti in ABA: 46 vs Denver Nuggets (28 novembre 1975)
- Massimo di punti in NBA: 35 vs Washington Bullets (23 novembre 1979)
- Massimo di rimbalzi in ABA: 15 vs Indiana Pacers (20 febbraio 1973)
- Massimo di rimbalzi in NBA: 8 (3 volte)
- Massimo di assist in ABA: 15 (2 volte)
- Massimo di assist in NBA: 12 vs Seattle SuperSonics (20 febbraio 1979)
- Massimo di palle rubate in ABA: 6 vs San Diego Sails (8 novembre 1975)*
- Massimo di palle rubate in NBA: 3 (11 volte)
- Massimo di stoppate in ABA: 2 (3 volte)*
- Massimo di stoppate in NBA: 2 (6 volte)

(* tenendo conto dei dati ABA al momento disponibili e che le statistiche di queste categorie vennero registrate sistematicamente solo dalla stagione ABA 1973-1974)

#### Play-off
| Anno            | Squadra                 | PG | PT | MP   | TC%  | 3P% | TL%    | RP  | AP    | PRP | SP  | PP   |
| --------------- | ----------------------- | -- | -- | ---- | ---- | --- | ------ | --- | ----- | --- | --- | ---- |
| 1974            | San Antonio Spurs (ABA) | 7  |    | 42,0 | 46,7 | 0,0 | 68,4   | 5,4 | 4,6   | 2,0 | 0,1 | 17,7 |
| 1975            | San Antonio Spurs       | 6  |    | 45,2 | 47,1 | 0,0 | 77,5   | 3,0 | 10,0* | 1,5 | 0,2 | 18,8 |
| 1976            | San Antonio Spurs (ABA) | 1  |    | 26,0 | 30,0 | 0,0 | 100,0  | 4,0 | 0,0   | 1,0 | 0,0 | 10,0 |
| 1977            | San Antonio Spurs (NBA) | -  |    | -    | -    |     | -      | -   | -     | -   | -   | -    |
| 1978            | San Antonio Spurs       | 3  |    | 6,3  | 30,0 |     | 50,0   | 0,0 | 0,3   | 0,3 | 0,0 | 2,3  |
| 1979            | San Antonio Spurs       | 14 |    | 33,9 | 47,4 |     | 78,8   | 3,0 | 4,7   | 1,5 | 0,1 | 19,1 |
| 1980            | San Antonio Spurs       | 3  |    | 30,0 | 44,4 | 0,0 | 100,0* | 2,3 | 3,0   | 2,0 | 0,3 | 14,3 |
| 1981            | San Antonio Spurs       | 7  |    | 23,0 | 39,1 | 0,0 | 81,3   | 2,1 | 2,7   | 0,6 | 0,0 | 11,4 |
| Carriera ABA    | Carriera ABA            | 14 |    | 42,2 | 46,0 | 0,0 | 74,4   | 4,3 | 6,6   | 1,7 | 0,1 | 17,6 |
| Carriera NBA    | Carriera NBA            | 27 |    | 27,6 | 44,8 |     | 80,8   | 2,4 | 3,5   | 1,2 | 0,1 | 14,7 |
| Carriera Totale | Carriera Totale         | 41 |    | 32,6 | 45,3 | 0,0 | 78,3   | 3,0 | 4,6   | 1,4 | 0,1 | 15,7 |

#### Massimi in carriera
Play-off
- Massimo di punti in ABA: 39 vs Indiana Pacers (14 aprile 1975)
- Massimo di punti in NBA: 32 vs Philadelphia 76ers (20 aprile 1979)
- Massimo di rimbalzi in ABA: 9 vs Indiana Pacers (10 aprile 1974)
- Massimo di rimbalzi in NBA: 8 vs Washington Bullets (9 maggio 1979)
- Massimo di assist in ABA: 13 (2 volte)
- Massimo di assist in NBA: 8 vs Philadelphia 76ers (17 aprile 1979)
- Massimo di palle rubate in ABA: 4 vs Indiana Pacers (10 aprile 1974)*
- Massimo di palle rubate in NBA: 4 vs Philadelphia 76ers (22 aprile 1979)
- Massimo di stoppate in ABA: 1 (2 volte)*
- Massimo di stoppate in NBA: 1 (2 volte)

(* tenendo conto dei dati ABA al momento disponibili e che le statistiche di queste categorie vennero registrate sistematicamente solo dalla stagione ABA 1973-1974)

## Palmarès
- ABA All-Rookie Team (1973)
- All-ABA Team: 2

First Team: 1976
Second Team: 1975
- ABA All-Star Game: 2

1975, 1976
- Maggior numero di tiri liberi segnati in stagione ABA: (1975-1976)
- Miglior passatore nei Playoff ABA (1975)
- Quarantatreesimo miglior marcatore di sempre ABA
- Venticinquesimo per numero di assist di sempre ABA
- Dodicesimo miglior giocatore per palle rubate di sempre ABA
- Quinta più alta percentuale di tiri liberi realizzati della storia nell'ABA: (0.857)
- ABA All-Time Team